# Два евроцента
Два евроцента — разменная монета стран Еврозоны номиналом 0,02 евро.

## Обзор
Монеты номиналом 2 евроцента изготавливаются из стали с медным покрытием.

### Реверс
На реверсе монеты в правом нижнем углу изображён земной шар с выделенным изображением Европы. Его пересекают диагонально расположенные шесть линий. На их концах изображено 12 звезд. Справа от изображения земного шара располагаются буквы «LL» — инициалы дизайнера реверса монеты Люка Люикса. В левом верхнем углу монеты — большая цифра 2, справа от неё — более мелким шрифтом слова «Euro cent».

### Аверс
На аверсе монеты каждое государство — участник Еврозоны чеканит собственное изображение. Несмотря на это, существуют правила оформления аверса, например, он должен содержать изображение 12 звезд .

## Использование
Несмотря на то, что монеты номиналом 1 и 2 евроцента являются официальными платёжными средствами в еврозоне, в некоторых государствах имеются особенности, ограничивающие их использование. В таких странах как Финляндия, Нидерланды, Ирландия и Бельгия эти монеты чеканятся лишь небольшими тиражами для коллекционеров, а цены округляются до пяти евроцентов:
- в Финляндии уже с перехода на евро, в 2002 году законом было закреплено округление сумм при наличных расчётах до 5 евроцентов[6];
- в Нидерландах с 2004 года был принят закон об официальном округлении сумм до 5 евроцентов[7];
- в Бельгии в 2014 году в парламент был внесён законопроект, по которому продавцы были обязаны округлять суммы до 5 евроцентов[8];
- в Ирландии 28 октября 2015 года введено округление итоговых сумм при наличных расчётах до 5 евроцентов, но стоимость товаров указывалась с точностью до евроцента[9].